# Nördliche Collinsmoräne
Nördliche Collinsmoräne är en kulle i Antarktis. Den ligger i Sydshetlandsöarna. Argentina, Chile och Storbritannien gör anspråk på området. Toppen på Nördliche Collinsmoräne är 69 meter över havet.
Terrängen runt Nördliche Collinsmoräne är kuperad österut, men åt sydväst är den platt. Havet är nära Nördliche Collinsmoräne åt sydväst. Trakten är glest befolkad. Närmaste befolkade plats är Escudero Station, 6,2 km söder om Nördliche Collinsmoräne. 